# Salcedo (Ilocos Sur)
Salcedo es un municipio de cuarta clase situado en Ilocos Sur, Filipinas. Según el censo de 2000, tiene una población de 10.409 habitantes, en 2.111 hogares. 

## Barangays
Salcedo tiene 21 barangays.
| - Atabay - Calangcuasan - Balidbid - Baluarte - Baybayading - Boguibog - Bulala-Leguey - Kaliwakiw - Culiong - Dinaratan - Kinmarin | - Lucbuban - Madarang - Maligcong - Pias - Población Norte - Población Sur - San Gaspar - San Tiburcio - Sorioan - Ubbog |